# Parque Natural das Macaqueiras

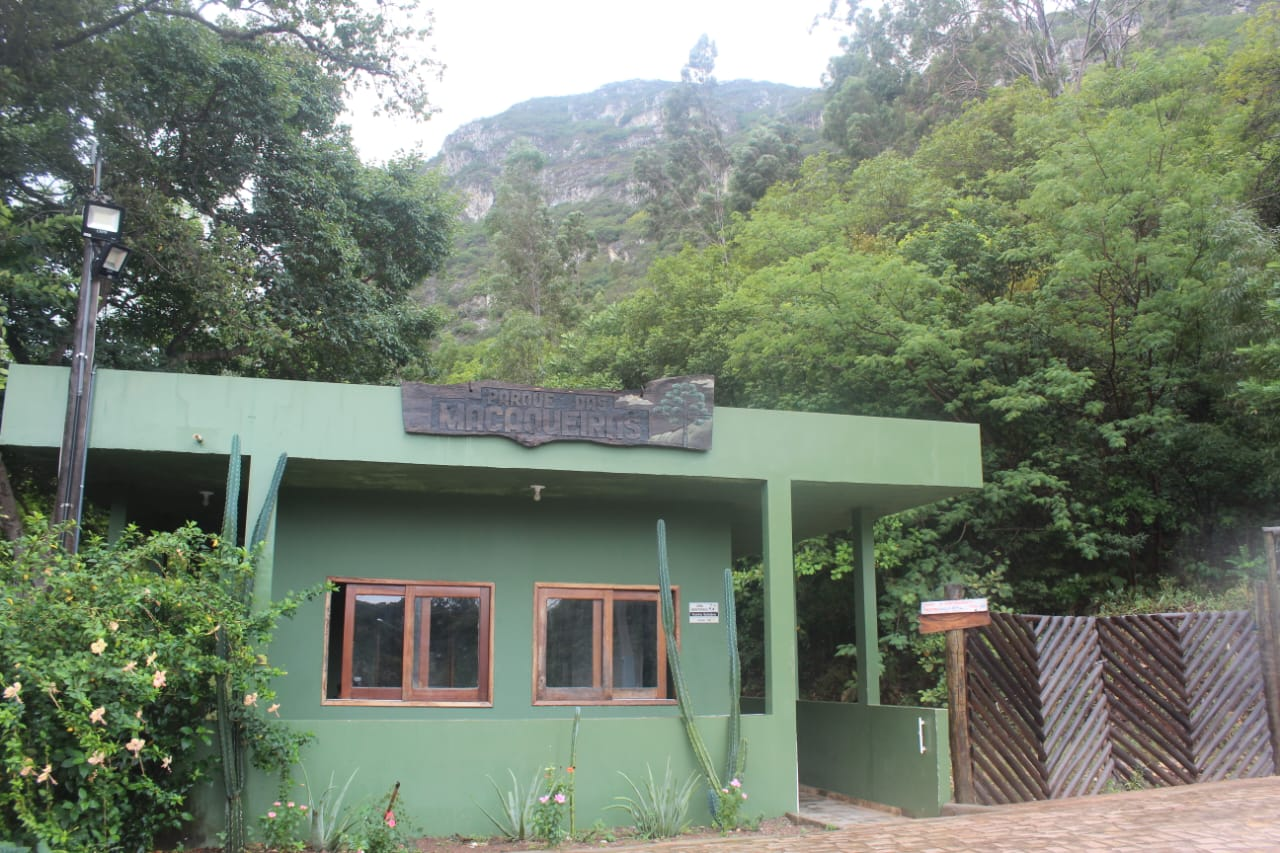
Fachada da entrada da Macaqueira, parque ambiental localizado em Jacobina, Bahia

O Parque Natural da Macaqueira é uma importante Unidade de Conservação Ambiental localizada na cidade de Jacobina, no estado da Bahia. Criado em 11 de setembro de 2003, por meio da Lei Municipal nº 651, o parque está inserido no Território de Identidade Piemonte da Diamantina, uma região reconhecida por sua riqueza ambiental, paisagística e cultural. Situado em área urbana, nas proximidades do centro da cidade, o parque ocupa o Vale do Rio do Ouro, cuja beleza cênica e diversidade ecológica justificaram sua proteção legal.
O principal objetivo do Parque Natural da Macaqueira é a preservação do ecossistema natural do Vale do Rio do Ouro. Essa região é caracterizada por sua relevância ambiental, contendo remanescentes da vegetação nativa do bioma caatinga, além de espécies endêmicas e uma fauna expressiva. A presença do Rio do Ouro — importante afluente do Rio Itapicuru — contribui para o abastecimento hídrico da cidade e para a manutenção dos ecossistemas locais. A integridade ambiental da área, somada à sua acessibilidade urbana, torna o parque um local estratégico para a promoção da educação ambiental e para o desenvolvimento de pesquisas científicas.

### Contexto Histórico
A região atualmente conhecida como Parque Natural da Macaqueira, localizada em Jacobina, Bahia, tem uma trajetória marcada pela interação entre o ambiente natural e o desenvolvimento urbano da cidade. Seu nome deriva do termo popular “macaqueira”, associado à vegetação local e à presença de pequenos animais silvestres, embora não se saiba exatamente a origem etimológica do termo, ele passou a denominar todo o vale onde hoje está o parque.

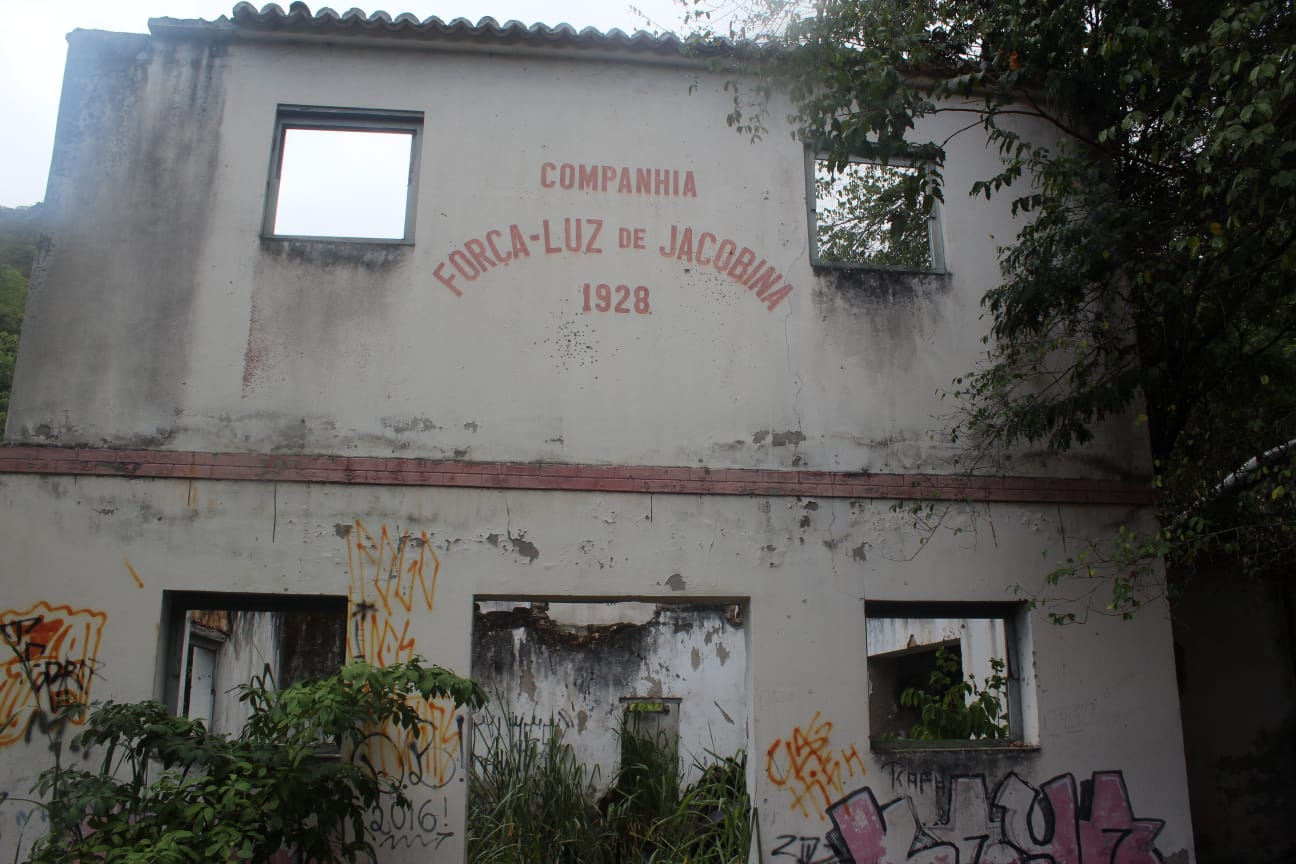
Fachada da Antiga Companhia de Luz

Durante as primeiras décadas do século XX, a área desempenhou um papel fundamental na infraestrutura de Jacobina. Ali funcionou a Companhia Força e Luz de Jacobina, responsável por fornecer energia elétrica à cidade por meio de uma pequena usina hidrelétrica instalada no leito do Rio do Ouro, rio que atravessa o parque e que foi um dos principais recursos hídricos da região. Além da geração de energia, a água do rio também era utilizada para abastecer a população, o que evidencia o caráter estratégico da área tanto do ponto de vista técnico quanto ambiental.
Com o passar dos anos, e com a modernização dos sistemas de energia e abastecimento, a usina foi desativada, deixando como legado suas estruturas em ruínas, que hoje compõem o patrimônio histórico do parque. Durante um período, a área ficou relativamente abandonada, sofrendo com a degradação natural e a ocupação desordenada. No entanto, a memória da importância histórica e o valor ambiental da região se mantiveram vivos na cultura local.
Reconhecendo sua relevância ecológica e histórica, o município de Jacobina criou, em 11 de setembro de 2003, por meio da Lei Municipal nº 651, o Parque Natural Municipal das Macaqueiras. A criação oficializou a proteção da área como uma Unidade de Conservação Ambiental, com o objetivo de preservar o ecossistema do Vale do Rio do Ouro, promover a educação ambiental e permitir a realização de pesquisas científicas. Desde então, o parque vem sendo gradualmente revalorizado como espaço de memória, natureza e educação, atraindo visitantes, estudantes e pesquisadores. A presença das ruínas da antiga usina hidrelétrica e o curso preservado do Rio do Ouro tornam o local um símbolo da conexão entre o desenvolvimento histórico de Jacobina e a conservação ambiental. Hoje, o Parque da Macaqueira é um patrimônio natural e cultural, que representa tanto a história da cidade quanto a esperança de um futuro sustentável.

#### Impacto:

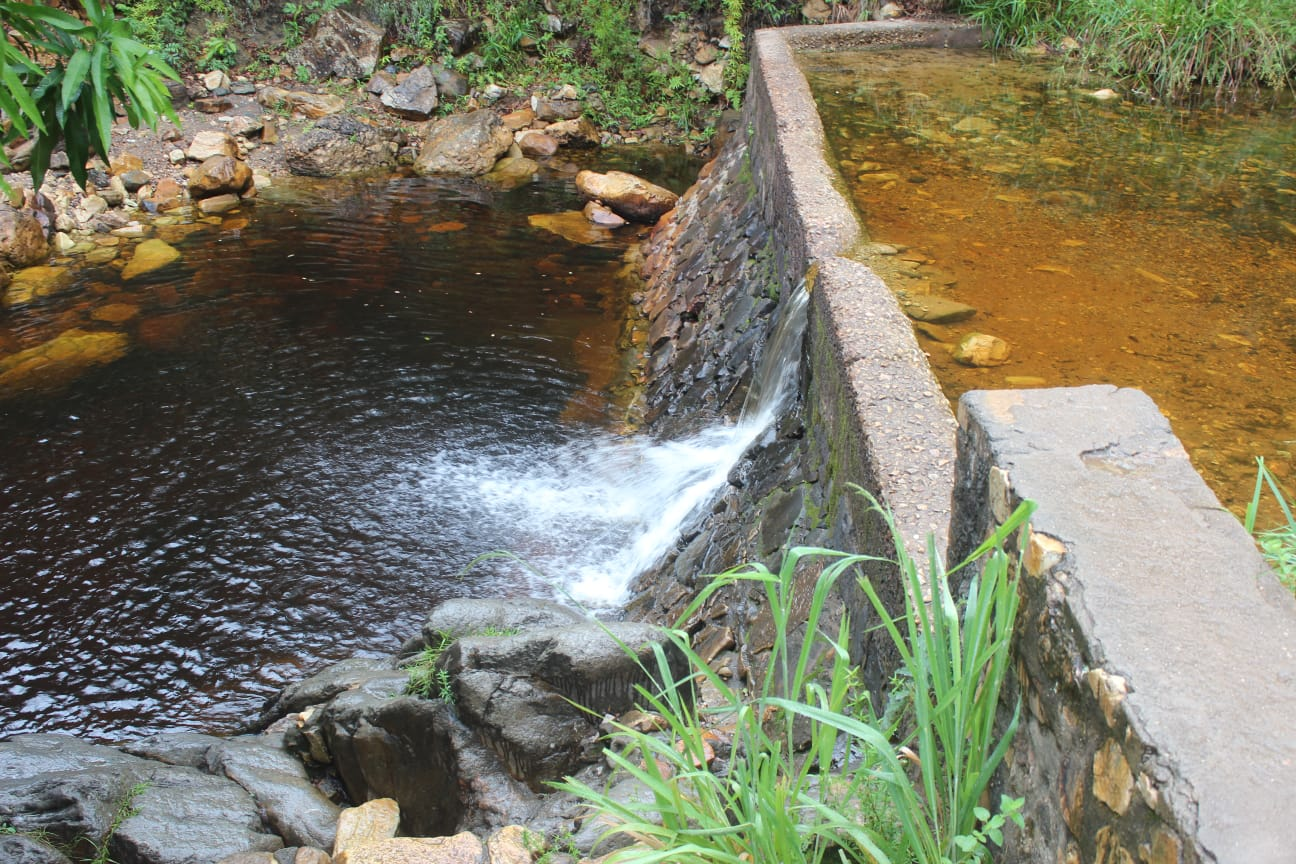
Poço localizado no Parque da Macaqueira em Jacobina, Bahia

Nesse contexto, o parque se configura como um espaço privilegiado para práticas de educação ambiental, tanto formal quanto não formal. Escolas, universidades e instituições podem utilizar o local para promover a sensibilização ecológica, fortalecer o vínculo entre a população e o meio ambiente, e valorizar a história local. Atividades como trilhas interpretativas, oficinas ecológicas, projetos escolares e pesquisas sobre biodiversidade e memória histórica encontram ali um cenário ideal para o desenvolvimento de uma consciência ambiental crítica e participativa.
O Parque Natural da Macaqueira representa, portanto, um valiosos patrimônio natural e cultural de Jacobina. Sua preservação não se limita à proteção de seus recursos ecológicos, mas envolve também o reconhecimento de sua história e o fortalecimento da relação entre a comunidade e o ambiente em que vive. Investir em sua conservação, educação ambiental e gestão sustentável é garantir que esse espaço continue sendo fonte de aprendizado, identidade e bem-estar para as gerações presentes e futuras.